# Joséite-B
La joséite-B è un minerale.